# Вилла-Базилика
Вилла-Базилика (итал. Villa Basilica) — коммуна в Италии, располагается в регионе Тоскана, в провинции Лукка.
Население составляет 1763 человека (2008 г.), плотность населения составляет 49 чел./км². Занимает площадь 36 км². Почтовый индекс — 55019. Телефонный код — 0572.
Покровительницей коммуны почитается Пресвятая Богородица, Её Успение особо празднуется 15 августа.

## Демография
Динамика населения:

## Администрация коммуны
- Официальный сайт: http://www.comunevillabasilica.it/